# Rari
Rari (termine che in lingua mapudungun definisce un tipo di cespuglio o arbusto) è un villaggio del comune cileno di Colbún, nella provincia di Linares, regione del Maule, situato ai piedi delle prime propaggini delle Ande. Rari dista circa 20 chilometri da Linares, la capitale provinciale, e si trova nella vicinanza alle rinomate Terme di Panimávida e di Quinamávida. Le creazioni artigianali multicolore in "crin" (peli di cavallo), fatti a mano per esperte artigiane, sono fra le attività più importanti nel settore.  Alcuni fra queste artigiane hanno dedicato oltre settanta anni delle loro vite a questo lavoro.
Insieme, Rari ed i villaggi circostanti (Paso Rari, San Francisco de Rari), hanno una popolazione di circa 1 300 abitanti. Le coordinate geografiche del villaggio sono: latitudine: 35° 46'0 sud, longitudine: 71° 25'0 ovest, altezza: 246 mt.

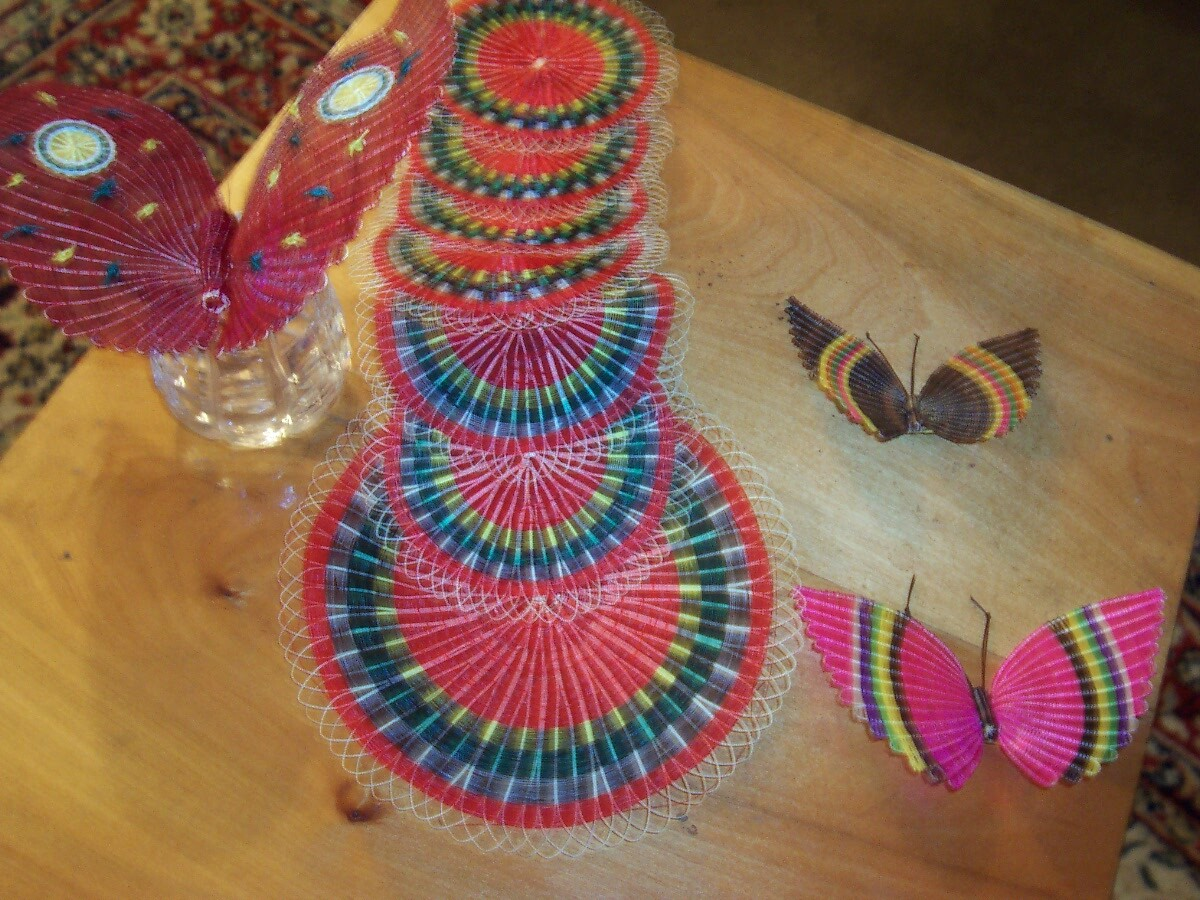
Creazioni artigianali multicolore in "crin" (peli di cavallo), realizzate a mano. Rari, Cile

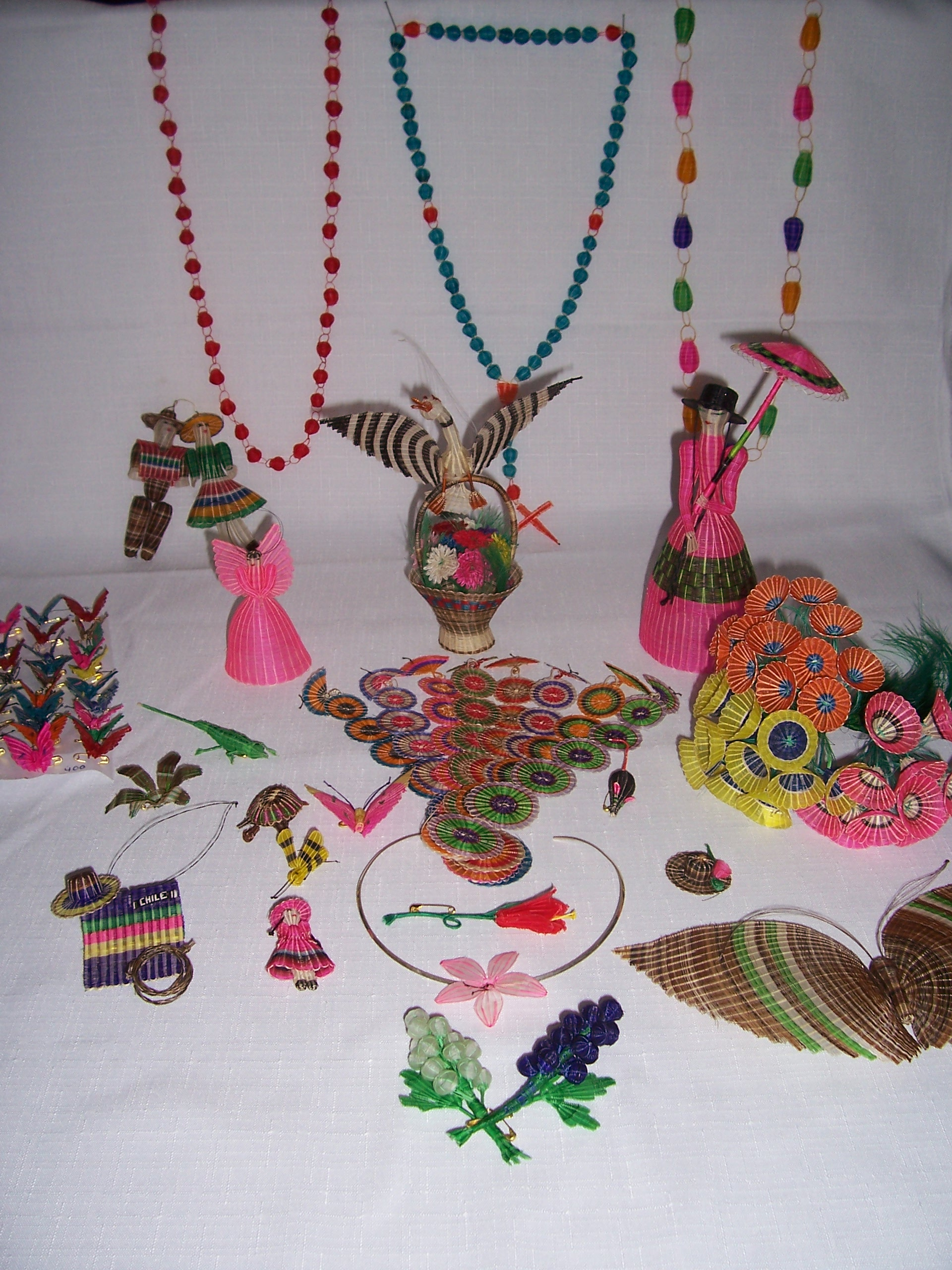
Altri creazioni artigianali multicolore in "crin" (peli di cavallo), realizzate a mano. Maestra Madre de Rari, Cile